# Étienne Dagon
Étienne Dagon (* 13. September 1960 in Biel/Bienne) ist ein ehemaliger Schweizer Schwimmer. Er gewann 1984 im Brustschwimmen als erster Schweizer eine olympische Bronzemedaille im Schwimmsport.

## Leben
Der 1,79 m grosse Dagon war bei den Schwimmeuropameisterschaften 1981 Achter im 200-Meter-Brustschwimmen. Im Jahr darauf belegte er bei den Schwimmweltmeisterschaften 1982 ebenfalls den achten Platz auf seiner Spezialstrecke. Die 4-mal-100-Meter-Lagenstaffel mit Stefan Volery, Dano Halsall, Étienne Dagon und Roger Birrer erreichte den siebten Platz. 1983 war Dagon Fünfter über 100 Meter Brust bei den Europameisterschaften in Rom.
Die Schwimmwettbewerbe der Männer waren bei den Olympischen Spielen 1984 in Los Angeles relativ wenig vom Olympiaboykott betroffen; von den acht Finalteilnehmern der Weltmeisterschaften 1982 über 200 Meter Brust fehlten nur zwei Schwimmer aus der Sowjetunion wegen des Boykotts. Bei den Europameisterschaften 1983 war ausser zwei sowjetischen Schwimmern noch der Ungar Albán Vermes im Finale dabei. Bei den olympischen Wettbewerben stand zuerst der 100-Meter-Brust-Wettbewerb auf dem Programm. Hier belegte Dagon mit 1:05,37 min den 20. Platz. Über 200 Meter erreichte er in 2:18,95 min als Viertbester das Finale. Dort verbesserte er sich auf 2:17,41 min und gewann die Bronzemedaille hinter dem Kanadier Victor Davis und dem Australier Glenn Beringen. Die Schweizer Lagenstaffel belegte mit Patrick Ferland, Étienne Dagon, Théophile David und Dano Halsall den siebten Platz. Für den ersten Medaillengewinn eines Schweizer Schwimmers bei Olympischen Spielen wurde Dagon 1984 zum Sportler des Jahres gewählt.
Bei den Schwimmeuropameisterschaften 1985 in Sofia gewann Dagon über 200 Meter Brust hinter Dmitri Wolkow aus der Sowjetunion und Alexandre Yokochi aus Portugal Bronze. Im Jahr darauf erreichte er bei den Schwimmweltmeisterschaften 1986 in Madrid kein Einzelfinale, die Lagenstaffel mit Volery, Halsall, Dagon und Ferland belegte den sechsten Platz. 1987 erreichte Dagon bei den Schwimmeuropameisterschaften 1987 in Strassburg das Finale über 200 Meter Brust und belegte den achten Platz.
Zum Abschluss seiner Aktivenlaufbahn belegte Dagon bei den Olympischen Spielen 1988 in Seoul den 27. Platz über 100 Meter und den 13. Platz über 200 Meter Brust. Die Lagenstaffel verpasste als Neunte der Vorläufe nur knapp den Finaleinzug.
Étienne Dagon begann seine Schwimmkarriere bei den Swim Boys Biel. Nachdem er seit 1982 hauptsächlich in Genf trainiert hatte, schloss er sich 1984 dem Verein Genève Natation 1885 an.
Nach seiner sportlichen Karriere war der gelernte Mikromechaniker in der Uhrenindustrie tätig. Von 1996 bis 2008 war er in Neuenburg für die Infrastruktur und Förderung des Sports zuständig. Étienne Dagon ist seit August 2014 Sportdelegierter der Stadt Biel/Bienne, nachdem er in den 1980er Jahren bereits im Stadtrat von Biel/Bienne gesessen hatte.

## Fussnoten
1. ↑  Volker Kluge: Olympische Sommerspiele. Die Chronik III. Mexiko-Stadt 1968 – Los Angeles 1984. Sportverlag Berlin, Berlin 2000, ISBN 3-328-00741-5. S. 995 f. (Einzelwettbewerbe) und S. 1000 (Staffel).
2. ↑  Volker Kluge: Olympische Sommerspiele. Die Chronik IV. Seoul 1988 – Atlanta 1996. Sportverlag Berlin, Berlin 2002, ISBN 3-328-00830-6. S. 156 f. (Einzel) und S. 162 f. (Staffel).
3. ↑  Bieler Schwimmer vom Helden zum Verräter und dann geehrt. In: Bieler Tagblatt. 12. Dezember 2014 (Rückblick; abgerufen am 25. Dezember 2018).
4. ↑  Ehemaliger Olympia-Dritter wird Delegierter Sport. In: Bieler Tagblatt. 18. Juni 2014 (abgerufen am 25. Dezember 2018).

| Personendaten    | Personendaten       |
| ---------------- | ------------------- |
| NAME             | Dagon, Étienne      |
| KURZBESCHREIBUNG | Schweizer Schwimmer |
| GEBURTSDATUM     | 13. September 1960  |
| GEBURTSORT       | Biel/Bienne         |